# Staying a Life
Staying a Life es el segundo álbum en vivo de la banda alemana de heavy metal Accept, publicado en 1990 por RCA Records para Europa y por el sello Epic para el mercado estadounidense. Su grabación se realizó el 18 de septiembre de 1985 en el Festival Hall de Osaka en Japón, durante la gira promocional de Metal Heart.
Su producción quedó a cargo del baterista Stefan Kaufmann, mientras que su mezcla fue realizada por Uli Baronowsky en los Dierks Studios. Por otro lado, en el mismo año se publicó en formato VHS que contó con distintas grabaciones de sus conciertos durante la Metal Heart Tour y en disco compacto simple, que solo incluyó quince canciones.

## Lista de canciones
| Disco uno |                             |          |  |
| N.º       | Título                      | Duración |  |
| 1.        | «Metal Heart»               | 5:25     |  |
| 2.        | «Breaker»                   | 3:40     |  |
| 3.        | «Screaming for a Love-Bite» | 4:22     |  |
| 4.        | «Up to the Limit»           | 4:45     |  |
| 5.        | «Living for Tonite»         | 3:35     |  |
| 6.        | «Princess of the Dawn»      | 7:49     |  |
| 7.        | «Neon Nights»               | 8:17     |  |
| 8.        | «Burning»                   | 7:29     |  |

| Disco dos |                         |          |  |
| N.º       | Título                  | Duración |  |
| 1.        | «Head Over Heels»       | 5:48     |  |
| 2.        | «Guitar Solo Wolf»      | 4:27     |  |
| 3.        | «Restless and Wild»     | 2:34     |  |
| 4.        | «Son of a Bitch»        | 2:35     |  |
| 5.        | «London Leatherboys»    | 3:54     |  |
| 6.        | «Love Child»            | 5:01     |  |
| 7.        | «Flash Rockin' Man»     | 5:08     |  |
| 8.        | «Dogs on Leads»         | 5:52     |  |
| 9.        | «Fast as a Shark»       | 4:09     |  |
| 10.       | «Balls to the Wall»     | 10:19    |  |
| 11.       | «Outro (Bound to Fall)» | 1:09     |  |

## Músicos
- Udo Dirkschneider: voz
- Wolf Hoffmann: guitarra eléctrica
- Jörg Fischer: guitarra eléctrica
- Peter Baltes: bajo
- Stefan Kaufmann: batería